# Vegyes 10 méteres szinkronugrás a 2022-es úszó-világbajnokságon
A 2022-es úszó-világbajnokságon a műugrás vegyes 10 méteres szinkronugrásának döntőjét július 1-jén este rendezték meg a budapesti Duna Arénában.
A vegyes párosok szinkrontoronyugró küzdelmeiben a kínai Tuan Jü (Duan Yu), Zsen Csien (Ren Qian) kettős végzett az első helyen, a második helyen az Európa-bajnoki címvédő ukránok – a 16 éves Olekszij Szeredával – zártak, míg a bronzérmet az amerikaiak szerezték meg.

## Versenynaptár
Az időpont(ok) helyi idő szerint olvashatóak (UTC +01:00):
| Dátum                   | Időpont     | Forduló |
| ----------------------- | ----------- | ------- |
| 2022. július 1., péntek | 19:00-20:05 | Döntő   |

## Eredmény
| #  | Versenyző                                       | Ország                 | Pontok | Pontok | Pontok | Pontok | Pontok | Pontok |
| #  | Versenyző                                       | Ország                 | F1     | F2     | F3     | F4     | F5     | Össz.  |
| -- | ----------------------------------------------- | ---------------------- | ------ | ------ | ------ | ------ | ------ | ------ |
|    | Tuan Jü (Duan Yu) Zsen Csien (Ren Qian)         | Kína (CHN)             | 52,80  | 51,60  | 77,40  | 82,56  | 76,80  | 341,16 |
|    | Olekszij Szereda Szofija Liszkun                | Ukrajna (UKR)          | 49,80  | 49,80  | 72,96  | 70,20  | 74,25  | 317,01 |
|    | Carson Tyler Delaney Schnell                    | Egyesült Államok (USA) | 45,00  | 48,00  | 69,30  | 79,68  | 73,92  | 315,90 |
| 4. | Lou Massenberg Elena Wassen                     | Németország (GER)      | 47,40  | 48,00  | 65,28  | 58,50  | 67,20  | 286,38 |
| 5. | Eduard Timbretti Sarah Jodoin Di Maria          | Olaszország (ITA)      | 42,00  | 43,20  | 60,30  | 58,56  | 65,28  | 269,34 |
| 6. | Carlos Ramos Rodriguez Anisley García Navarro   | Kuba (CUB)             | 43,80  | 43,80  | 62,37  | 47,70  | 66,24  | 263,91 |
| 7. | I Csekjong (Yi Jaegyeong) Csho Unbi (Cho Eunbi) | Dél-Korea (KOR)        | 46,20  | 41,40  | 50,40  | 53,10  | 58,29  | 249,39 |
| 8. | Gary Hunt Jade Gillet                           | Franciaország (FRA)    | 37,20  | 49,20  | 52,92  | 60,90  | 46,17  | 246,39 |
| 9. | Domonic Bedggood Melissa Wu                     | Ausztrália (AUS)       | 43,80  | 42,00  | 45,00  | 56,64  | 55,68  | 243,12 |